# 伯特·薩克曼
伯特·薩克曼（德語：Bert Sakmann，1942年6月12日—），德國細胞生理學家。1991年，他與厄溫·內爾一同奪得諾貝爾生理學或醫學獎。

## 外部連結
- Nobel autobiography（页面存档备份，存于）
- The Official Site of Louisa Gross Horwitz Prize（页面存档备份，存于）